# Zelotes bozbalus
Zelotes bozbalus är en spindelart som beskrevs av Roewer 1961. Zelotes bozbalus ingår i släktet Zelotes och familjen plattbuksspindlar.
Artens utbredningsområde är Afghanistan. Inga underarter finns listade i Catalogue of Life.